# Salvador (Vorname)
Salvador ist ein männlicher Vorname.

## Herkunft und Bedeutung
Salvador ist die spanische Form des Vornamens Salvator, der aus dem Lateinischen stammt und Heiler, Retter, Erlöser bedeutet.

## Namenstag
Als Namenstag wird für Spanien der 6. August genannt.

## Namensträger
- Salvador Allende (1908–1973), chilenischer Arzt und Politiker, von 1970 bis 1973 Präsident von Chile
- Salvador Atasoy (* 1978), Schweizer Soziologe und Recherche-Journalist
- Salvador Betervide (1903–1936), afro-uruguayischer Politiker
- Salvador Cabañas (* 1980), paraguayischer Fußballspieler
- Salvador Cardús (* 1954), spanischer Soziologe
- Salvador Dalí (1904–1989), spanischer Maler, Grafiker, Schriftsteller, Bildhauer und Bühnenbildner
- Salvador Espriu (1913–1985), spanischer Schriftsteller
- Salvador Flores (1906–nach 1930), paraguayischer Fußballspieler
- Salvador Flores Huerta (1934–2018), mexikanischer Geistlicher und römisch-katholischer Bischof von Ciudad Lázaro Cárdenas
- Salvador García (Gitarrist) (1891–1964), spanischer Gitarrist
- Salvador García (Sänger) (1921–1994), mexikanischer Schauspieler und Sänger
- Salvador García (Boxer) (* 1953), mexikanischer Boxer
- Salvador García (Leichtathlet) (* 1962), mexikanischer Marathonläufer
- Salvador Garcia Pintos (1891–1956), uruguayischer Politiker und Arzt
- Salvador Garcia Pintos (Sohn), uruguayischer Politiker
- Salvador García Puig (genannt Salva; * 1961), spanischer Fußballspieler
- Salvador Piñeiro García-Calderón (* 1949), peruanischer Priester, Erzbischof von Ayacucho o Huamanga
- Salvador González Morales (* 1971) mexikanischer Geistlicher, römisch-katholischer Weihbischof in Mexiko-Stadt
- Salvador Guardiola (* 1988), spanischer Radrennfahrer
- Salvador Ibáñez (1854–1920), spanischer Gitarrenbauer
- Salvador Ley (1907–1985), guatemaltekischer Pianist und Komponist
- Salvador Mas i Conde (* 1951), katalanischer Dirigent
- Salvador Miranda (1939–2024), kubanisch-US-amerikanischer Bibliothekar und Kirchenhistoriker
- Salvador Moncada (* 1944), britisch-honduranischer Pharmakologe
- Salvador Novo (1904–1974), mexikanischer Schriftsteller, Dichter und Chronologe
- Salvador Pineda Pineda (1916–1974), mexikanischer Botschafter und Essayist
- Salvador Puig Antich (1948–1974), katalanischer Anarchist.
- Salvador Quizon (1924–2016), philippinischer Geistlicher, römisch-katholischer Weihbischof in Lipa
- Salvador Santana (* 1983), US-amerikanischer Musiker und Sänger, Sohn von Carlos Santana
- Salvador Seguí (1886–1923), spanischer Anarchist und Syndikalist
- Salvador Sobral (* 1989), portugiesischer Sänger
- Salvador Vives (1943–2020), spanischer Schauspieler und Synchronsprecher
- Salvador Zubirán Anchondo (1898–1998), mexikanischer Mediziner und Ernährungswissenschaftler

## Nachweise
1. ↑  behindthename.com: Salvador